# 正高
地球表面某一点的正高是指该点沿铅垂方向至大地水准面的距离。某点的正高与过该点的水准面和起始大地水准面之间的位能差有关，不因水准路线而异，可以唯一确定，所以可以表示某一点的高程。又因为地球内部的质量和密度不均匀，导致正高不能精确测得，故又引入正常高系统。